# جاكي مور (لاعب كرة قاعدة)
جاكي مور (بالإنجليزية: Jackie Moore)‏ هو لاعب كرة قاعدة أمريكي، ولد في 19 فبراير 1939 في جاي في الولايات المتحدة.

## وصلات خارجية
- جاكي مور على موقع دوري كرة القاعدة الرئيسي (الإنجليزية)
- جاكي مور على موقعبيزبول رفرنس.كوم (الدوري الرئيسي) (الإنجليزية)
- جاكي مور على موقعبيزبول رفرنس.كوم (الدوري الثانوي) (الإنجليزية)
- جاكي مور على موقع إي إس بي إن.كوم (أم.أل.بي) (الإنجليزية)
- جاكي مور على موقع مشجعي الرسوم البيانية (الإنجليزية)